# Johannes Schmidt (Tiermediziner)
Johannes Schmidt (* 16. Juni 1870 in Loschwitz; † 23. Februar 1953 in Leipzig) war ein deutscher Veterinärmediziner sowie Hochschullehrer.

## Leben
Der gebürtige Loschwitzer Johannes Schmidt belegte nach dem Abitur von 1888 bis 1891 das Studium der Veterinärmedizin an der Tierärztlichen Hochschule Dresden. 1889 gehörte er zu den Stiftern des Corps Albingia Dresden. Zudem erhielt er 1910 das Band des Corps Teutonia Berlin. 1901 erfolgte an der Universität Leipzig seine Promotion zum Dr. phil.
Johannes Schmidt begann 1891 seine berufliche Laufbahn als Mitarbeiter des Dresdner Schlachthofs, des Pathologischen Instituts des Stadtkrankenhauses Dresden-Friedrichstadt und als praktischer Tierarzt. 1894 wechselte er als Assistent ans Pathologische Institut der Tierärztlichen Hochschule Dresden, 1896 wurde Johannes Schmidt zum Amtstierarzt in Dresden, 1897 zum Bezirkstierarzt für Dresden-Stadt bestellt.
Schmidt habilitierte sich 1899 als Privatdozent für Veterinärmedizin an der Tierärztlichen Hochschule Dresden, 1904 wurde er dort zum ordentlichen Professor befördert. Schmidt, der am Ersten Weltkrieg teilnahm, folgte 1923 einem Ruf auf die ordentliche Professur für Spezielle Pathologie, Therapie der Haustiere und Gerichtliche Tiermedizin an die Veterinärmedizinische Fakultät der Universität Leipzig, die er bis 1935 ausfüllte. Im November 1933 unterzeichnete er das Bekenntnis der deutschen Professoren zu Adolf Hitler. Schmidt, der dort in den Folgejahren die  stellvertretende Leitung der Medizinischen Tierklinik sowie die kommissarische Leitung des Veterinär-Pathologischen Instituts innehatte, übernahm 1946 die Professur. Nachdem der polnische Tierarzt Joseph Parnas 1945 der sowjetischen Kommandantur Schmidt als Gegner der Nationalsozialisten beschrieben hatte, wurde er zum Dekan ernannt. 1951 wurde er emeritiert. Schmidt verstarb zwei Jahre später im Alter von 82 Jahren in Leipzig.

## Schriften
- Vergleichend-anatomische Untersuchungen über die Ohrmuschel verschiedener Säugethiere, Dissertation, 1902
- Mit: Johannes Max Hugo Richter, Richard Reinhardt: Harms´ Lehrbuch der tierärztlichen Geburtshilfe, 4. Auflage, Schoetz, Berlin 1912
- Mit Otto Siedamgrotzky, Victor Hofmeister, Arthur Scheunert: Anleitung zur Mikroskopischen und Chemischen Diagnostik der Krankheiten der Hausthiere, 3. Ausgabe, M. & H. Schaper, 1918